# Peperomia ratticaudata
Peperomia ratticaudata är en pepparväxtart som beskrevs av G.Mathieu. Peperomia ratticaudata ingår i släktet peperomior, och familjen pepparväxter. Inga underarter finns listade i Catalogue of Life.